# Hamamlı, Türkeli
Hamamlı là một xã thuộc huyện Türkeli, tỉnh Sinop, Thổ Nhĩ Kỳ. Dân số thời điểm năm 2011 là 114 người.